# The Beast Within: A Gabriel Knight Mystery
The Beast Within: A Gabriel Knight Mystery, également connu sous  le titre Gabriel Knight 2: The Beast Within, est le second épisode de la série de jeux d'aventure mettant en scène Gabriel Knight.

## Trame

### Personnages
- Gabriel Knight (VO : Dean Erickson ; VF : Marc Eckelberry) : écrivain en quête d'un sujet pour son livre, également héritier d'un château de son oncle.
- Grace Nakimura (VO : Joanne Takahashi ; VF : Bernadette Colomine) : accompagnatrice mais aussi secrétaire du héros.
- Baron Friedrich Von Glower (VO : Peter Lucas) : baron de la haute société allemande.
- Von Zell (VO : Richard Raynesford) : membre de la société allemande.
- Louis II de Bavière (VO : Russell Mitchell) : ancien roi de Bavière.
- Dr Klingmann (VO : Wolf Muser) : vétérinaire du zoo de Talkirchen.
- Herr Otto Preiss (VO : acteur inconnu ; VF : Bruno Stéphane) : un avocat.
- Kriminal-Kommissar Thomas Leber (VO : Nicholas Worth ; VF : Jean-Paul Vignon) : commissaire de la police de Munich.
- Harald Übergrau (VO : Fredrich Solms ; VF : Bruno Stéphane) : Harald Übergrau, le notaire.
- Thomas : employé qui garde les loups dans le zoo.

Le jeu est connu pour avoir un doublage médiocre en français. Les dialogues étant très nombreux, il est parfois possible d'entendre les doubleurs se relire ou d'entendre d'autres acteurs souffler leurs textes aux doubleurs. Le Joueur du Grenier, dans sa vidéo sur les jeux vidéo en FMV, en fera d'ailleurs une très mauvaise critique.

### Histoire
Gabriel s'est installé dans le château de ses ancêtres à Rittersberg en Bavière pour y écrire son prochain roman. C'est alors que les habitants du village se présentent à sa porte pour lui demander d'enquêter sur un loup-garou, cette créature étant selon eux responsable de la mort de la fille du cousin de l'un des villageois.
L'aventure est composée de six CD-ROM. Le joueur contrôle tour à tour le héros (Gabriel Knight) et son assistante (Grace Nakimura) au cours d'une histoire sortie tout droit de l'imaginaire de l'écrivain Jane Jensen.
A Gabriel Knight Mystery est un jeu en pointer-cliquer, où il est possible de perdre vers la fin, et dont les énigmes sont plutôt corsées et demandent de la réflexion. De plus, à la différence des deux autres opus, le jeu est intégralement composé de séquences vidéos tournées.

## Développement
- Scénario : Jane Jensen
- Producteur et manager du projet : Sabine Duvall
- Réalisateur créatif et designer du jeu : Nathan Gams
- Acteurs : Peter Lucas, Dean Erickson, Joanne Takahashi
- Designer artistique : Darlou Gams
- Artistes : Layne Gifford, John Schroades
- Programmeur en chef : Jerry Shaw
- Programmeurs : David Artis, Adam Bentley, Chris Carr, Steve Conrad, Bill Schrodes
- Réalisateur musique/audio : Jay D. Usher
- Composition thèmes principaux : Robert Holmes
- Composition séquences d'opéra : Robert Holmes
- Orchestration et arrangements additionnels : Jay D. Usher
- Écriture de l'Opera Libretto : Jane Jensen
- Chant opéra : Robert Bailey, Greg Bennik, Daniel Blake, Dana Bogg, Brian Box, David Bukey, Rose E. Betz Zall, Jason Garfield, Steve Kennedy

## Accueil
- Adventure Gamers : 4,5/5[5]
- Jeuxvideo.com : 18/20[3]